# فستالية آن
فستالية آن (الاسم العلمي: Vestalis anne) هي نوع من الحشرات يتبع جنس الفستالية من الفصيلة الرعاشية.